# Cecilie Thoresen Krog
Ida Cecilie Thoresen Krog (7 mars 1858 - 13 novembre 1911) est une féministe norvégienne et la première femme du pays autorisée à étudier à l'université.

## Biographie

### Jeunesse et formation
Ida Cecilie Thoresen naît le 7 mars 1858 à Eidsvoll. Elle est l'une des quatre enfants du docteur Nils Windfeldt Thoresen (1822-1907) et de Marie Johanne Benneche (1827-1899). Elle fréquente des écoles privées et obtient son diplôme de la Hartvig Nissen School, à Kristiania (ancien nom d'Oslo), en 1897.
Mais alors qu'elle souhaite passer l'examen artium, une certification académique permettant à un étudiant d'être admis à l'université, les autorités refusent sa candidature. Son père requiert une autorisation au ministère norvégien de l'Éducation et des Affaires ecclésiastiques, sans succès. Elle contacte alors le ministère de l’Église, qui demande à l'université du Roi Frederick de prendre position. Cette dernière rejette la demande. Cecilie Thoresen va alors solliciter l'intervention de Hagbard Emanuel Berner, membre du Parlement norvégien, et sympathisant de la cause des femmes, qui fait passer un amendement législatif à ce sujet en 1882.

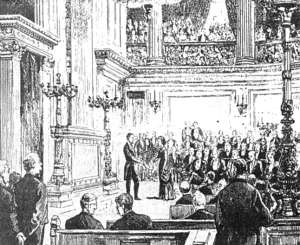
Gravure représentant la cérémonie d'entrée de Cecilie Thoresen à l'université.

Cette année-là, Cecilie Thoresen devient la première femme à passer l'examen et à entrer à l'université. Elle étudie les sciences à l'université du Roi Frederick puis à l'université de Copenhague.
En 1887, elle épouse un avocat, Fredrik Arentz Krog. Ils ont trois enfants dont un fils Helge Krog, qui deviendra journaliste et auteur dramatique. Son époux est le frère de la femme politique et féministe Gina Krog.

### Activisme

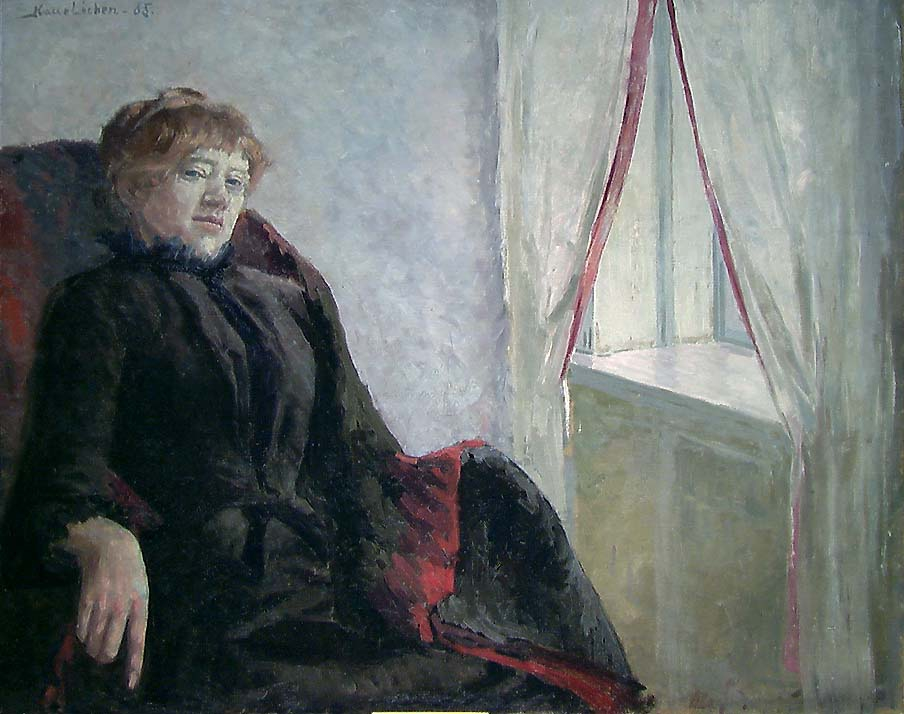
Cecilie Thoresen Krog peinte par Kalle Løchen (1885).

En novembre 1883, elle co-fonde le club de discussion Skuld, où les jeunes femmes peuvent s'exercer à donner des conférences et discuter. La même année, elle est la première femme élue membre de la Société des étudiants norvégiens.
Cecilie Thoresen est membre du conseil d'administration de l'Association norvégienne pour les droits des femmes dès sa création en 1884 jusqu'en 1889, puis vice-présidente jusqu'à sa mort. Elle est l'une des dix membres fondatrices de l'Association nationale pour le droit de vote des femmes en 1885 ; elle est membre de son conseil d'administration de 1897 à 1903. En 1896, elle siège au premier conseil de l'Association médicale des femmes norvégiennes.
Politiquement investie au sein du Parti libéral, elle devient membre du conseil municipal de Kristiania sous cette bannière en 1901.
Elle meurt à Kristiania en 1911 d'une endocardite infectieuse.